# Salix athabascensis
Salix athabascensis är en videväxtart som beskrevs av Hugh Miller Raup. Salix athabascensis ingår i släktet viden, och familjen videväxter. Inga underarter finns listade i Catalogue of Life.